# Fântânele (okręg Fântânele)
Fântânele – wieś w Rumunii, w okręgu Jassy, w gminie Fântânele. W 2011 roku liczyła 2138 mieszkańców.